# Franciszek Łyszczarz
Franciszek Łyszczarz (1. května 1868 Godowa – 12. dubna 1927 Strzyżów) byl rakouský politik polské národnosti z Haliče, na počátku 20. století poslanec Říšské rady.

## Biografie
Pocházel z rolnické rodiny. Vystudoval nižší gymnázium. Vlastnil malé zemědělské hospodářství na předměstí Strzyżówa. Počátkem 20. století se začal angažovat v Polské lidové straně. Od roku 1908 do roku 1913 byl členem jejího předsednictva. Zasedal v okresní radě v Rzeszówě. Přispíval do listu Przyjaciel Ludu. Během rozkolu ve straně přešel do formace Polská lidová strana levice okolo Jana Stapińského. Od roku 1914 do roku 1916 byl členem jejího předsednictva.
Působil také coby poslanec Říšské rady (celostátního parlamentu Předlitavska), kam usedl ve volbách do Říšské rady roku 1911, konaných podle všeobecného a rovného volebního práva. Byl zvolen za obvod Halič 50.
Po volbách roku 1911 byl na Říšské radě nejprve členem parlamentního Polského klubu. Společně s Janem Stapińským a jeho stoupenci z něj ovšem později vystoupil a utvořili samostatnou poslaneckou skupinu. Uvádí se jako člen poslaneckého klubu Polské lidové strany.
V meziválečném období již nebyl politicky výrazněji aktivní.